# Ruso Abudio
Ruso Abudio (fl. I secolo) è stato un politico e militare romano, unico membro conosciuto della gens Abudia.
Era un ex magistrato edile e ha servito in Alta Germania come legato nell'esercito di Gneo Cornelio Lentulo Getulico durante il regno dell'imperatore Tiberio. Ruso accusò Lentulo poiché aveva fatto sposare la figlia con il prefetto del pretorio Seiano, caduto in disgrazia tre anni prima. Non è chiaro se ci fosse stata un'accusa formale contro Lentulo; in ogni caso, egli non fu mai condannato, ma Ruso fu costretto a lasciare Roma.  